# Eucharassus hovorei
Eucharassus hovorei är en skalbaggsart som beskrevs av Monné M. L. 2007. Eucharassus hovorei ingår i släktet Eucharassus och familjen långhorningar.
Artens utbredningsområde är Costa Rica. Inga underarter finns listade i Catalogue of Life.